# International Documentary Film Festival Amsterdam

Logo des Festivals

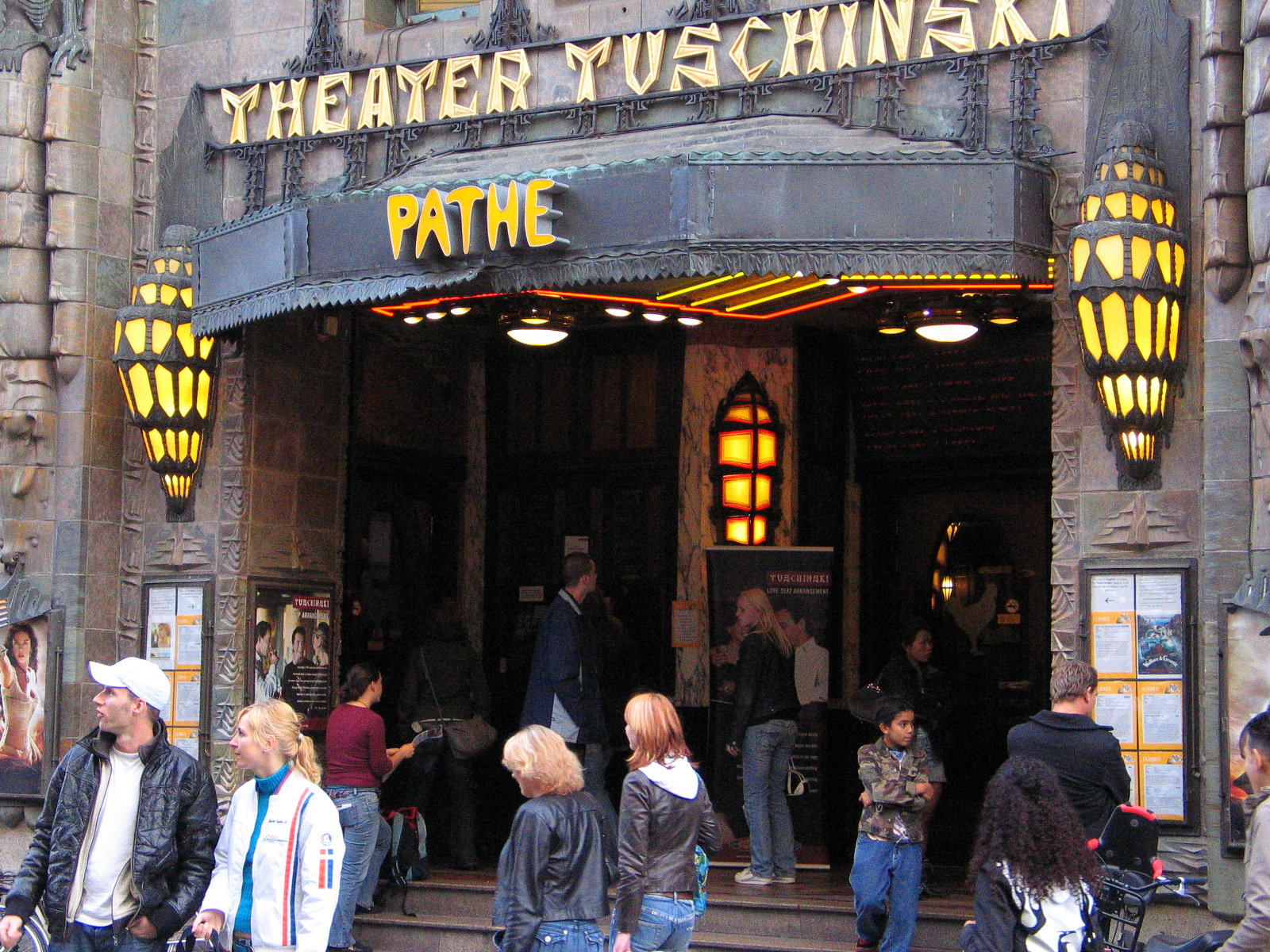
Hauptspielstätte Pathé Tuschinski

Das International Documentary Film Festival Amsterdam (IDFA) findet seit 1988 jährlich in der niederländischen Hauptstadt Amsterdam statt. Es gilt als weltweit größtes Filmfestival für Dokumentarfilme.

## Programmgestaltung

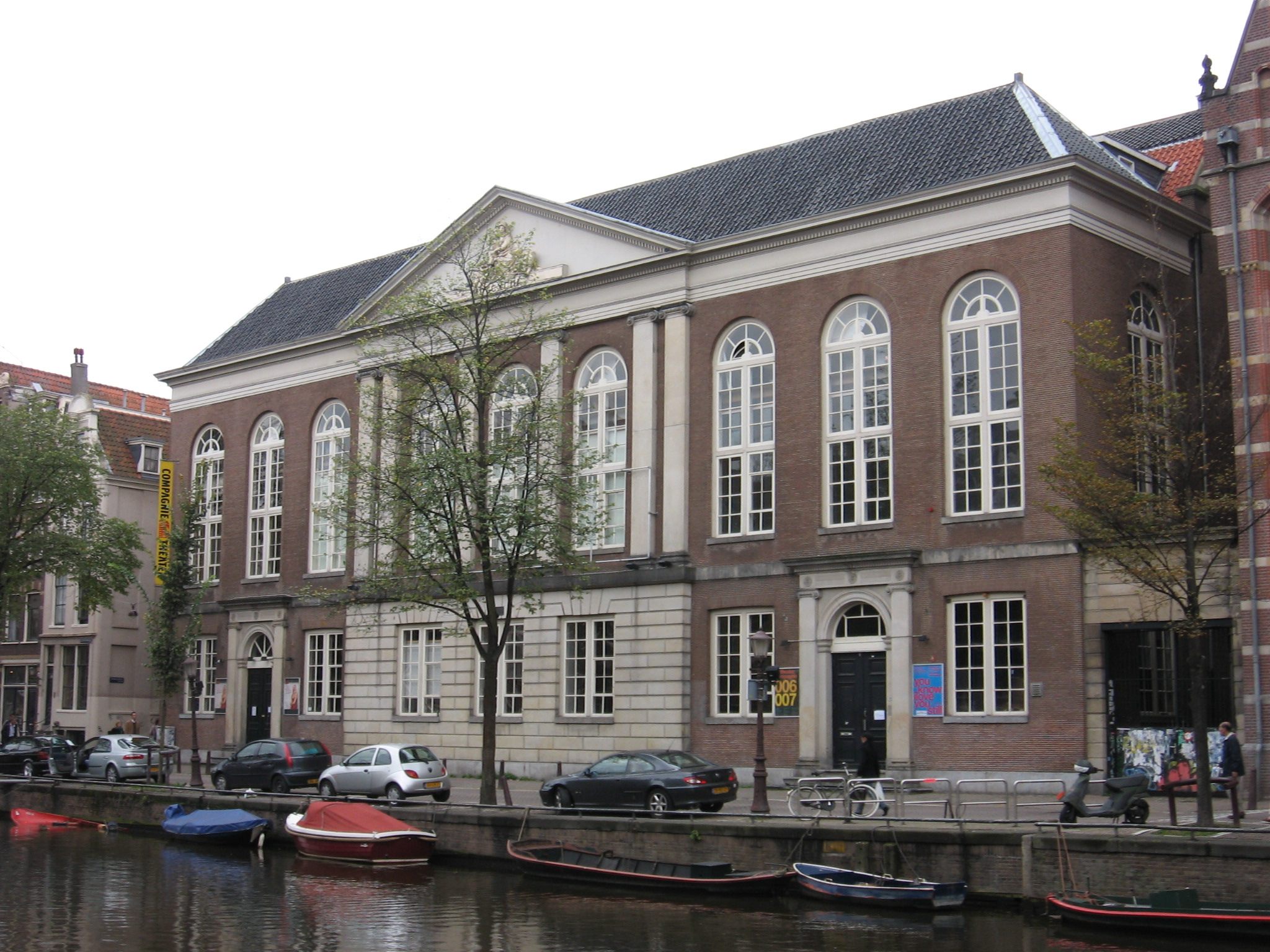
Im Compagnietheater finden Publikumsgespräche statt.

Das International Documentary Film Festival Amsterdam besitzt mehrere Wettbewerbsprogramme für Dokumentarfilme. Zahlreiche Nebenreihen außerhalb des Wettbewerbs ergänzen das Programm, darunter eine Programmschiene mit Weltpremieren niederländischer Dokumentarfilme, eine Panorama-Sektion, das Programm Kids & Docs mit Kinderfilmen sowie Retrospektiven und Werkschauen. Im Rahmenprogramm des Festivals werden unter anderem Publikumsgespräche und Workshops abgehalten.
Zusätzlich zum eigentlichen Festival betreibt das IDFA drei weitere Institutionen. Docs for Sale ist ein bedeutender internationaler Filmmarkt. Das FORUM ist ein Marktplatz, um Finanzierungspartner für Dokumentarfilme zu finden. Der Jan Vrijman Fund schließlich unterstützt Dokumentarfilm-Produktionen und -Festivals in Entwicklungsländern.

## Filmpreise

### Überblick
Hauptpreis des Festivals ist der bis 2008 nach dem niederländischen Filmregisseur Joris Ivens benannte Joris Ivens Award für den besten Dokumentarfilm mit einer Länge von 60 Minuten und mehr, seit 2009 nur noch den Namen IDFA Award for Best Feature Length Documentary tragend. Weitere Filmpreise sind unter anderem der ehemals Silver Wolf Award genannte Preis für den besten Dokumentarfilm mit einer Länge von 30 bis 59 Minuten (heute IDFA Award for Best Mid-Length Documentary) sowie der ehemals Silver Cub Award genannte Preis für den besten Dokumentarfilm mit einer Länge unter 30 Minuten. Außerdem vergeben werden Preise für Erstlingswerke, Studentenfilme sowie für Filme zum Thema Menschenrechte und ein Publikumspreis.

### Preisträger des Joris Ivens Award
| Jahr | Filmtitel                                         | Regie                                                         | Land                           |
| ---- | ------------------------------------------------- | ------------------------------------------------------------- | ------------------------------ |
| 1988 | Birthplace Unknown / Inseln                       | Karin Junger / Ruben Geworkjanz                               | Niederlande / Sowjetunion      |
| 1989 | Die Querstraße                                    | Ivars Selezkis                                                | Sowjetunion                    |
| 1990 | Christo in Paris                                  | Deborah Dickson, Susan Froemke, Albert Maysles, David Maysles | Vereinigte Staaten             |
| 1991 | Rêves et silences                                 | Omar al-Qattan                                                | Belgien                        |
| 1992 | Memory of Water                                   | Héctor Fáver                                                  | Spanien, Argentinien           |
| 1993 | The Belovs                                        | Victor Kossakovsky                                            | Russland                       |
| 1994 | Solo, the Law of the Favela                       | Jos de Putter                                                 | Niederlande                    |
| 1995 | Auf frischer Tat                                  | Raymond Depardon                                              | Frankreich                     |
| 1996 | Atman                                             | Pirjo Honkasalo                                               | Finnland                       |
| 1997 | Auf der Kippe                                     | Andrej Schwartz                                               | Deutschland                    |
| 1998 | Der Fotograf                                      | Dariusz Jabłoński                                             | Polen, Frankreich, Deutschland |
| 1999 | André Hazes, zij gelooft in mij                   | John Appel                                                    | Niederlande                    |
| 2000 | Das Meer, das denkt                               | Gert de Graaff                                                | Niederlande                    |
| 2001 | Family                                            | Phie Ambo, Sami Saif                                          | Dänemark                       |
| 2002 | Stevie                                            | Steve James                                                   | Vereinigte Staaten             |
| 2003 | Checkpoint                                        | Yoav Shamir                                                   | Israel                         |
| 2004 | Shape of the Moon                                 | Leonard Retel Helmrich                                        | Niederlande                    |
| 2005 | My Grandmother’s House                            | Adán Aliaga                                                   | Spanien                        |
| 2006 | The Monastery: Mr. Vig and the Nun                | Pernille Rose Grønkjær                                        | Dänemark                       |
| 2007 | Das Wunder der Anden                              | Gonzalo Arijon                                                | Frankreich                     |
| 2008 | Burma VJ – Berichte aus einem verschlossenen Land | Anders Østergaard                                             | Dänemark                       |
| 2013 | Song from the Forest                              | Michael Obert                                                 | Deutschland                    |
| 2014 | Of Men and War                                    | Laurent Bécue-Renard                                          | Frankreich, Schweiz            |

## Finanzierung
Finanzielle Förderungen erhält das International Documentary Film Festival Amsterdam unter anderem vom niederländischen Ministerium für Bildung, Kultur und Wissenschaft, der Gemeinde Amsterdam, dem Niederländischen Filmfonds und dem Prins Bernhard Cultuurfonds.
Mit dem IDFA Fund bietet das Festival seinerseits finanzielle Unterstützung für Personen, die in den präsentierten Filmen gezeigt werden.